# Vũ Thiện Tấn
Vũ Thiện Tấn (Vũ Khương Ninh) (1911-1947) là Chủ tịch chính thức đầu tiên của liên tỉnh Quảng Nam - Đà Nẵng sau Cách mạng tháng 8 năm 1945. Ông là một liệt sĩ, một người yêu nước đã đi tiên phong trong phong trào đấu tranh giải phóng dân tộc khỏi chế độ thuộc địa của thực dân Pháp từ khi còn rất trẻ. Ông hoạt động cách mạng ở nhiều nơi trên cả ba miền đất nước, từng bị bắt và đày ra Côn Đảo hai lần, được Hồ Chí Minh ký truy tặng Huân chương Kháng chiến hạng Nhất ngày 20 tháng 8 năm 1961.

## Tiểu sử

### Thời học sinh
Vũ Thiện Tấn (còn có tên là Vũ Khương Ninh) nguyên quán ở Ngọc Cục, huyện Bình Giang, tỉnh Hải Dương (nay là thôn Ngọc Cục, xã Thúc Kháng). Sau khi cha mất sớm, mẹ ông đưa 5 anh em ra Hải Phòng kiếm sống. Bà mở quán bán nước tại cổng xưởng đóng, sửa chữa tàu thuyền Caron nuôi các con ăn học.
Năm 1925, tại Trường Bonnal (Trường Trung học phổ thông Ngô Quyền), nơi ông cùng anh ruột là Vũ Thiện Chân theo học, Vũ Thiện Tấn đã tham gia cách mạng trong phong trào học sinh ở Hải Phòng khi mới 14 tuổi, là một trong những học sinh đoàn đầu tiên của Chi bộ Đoàn thanh niên cộng sản cùng với Lê Viêm và Nguyễn Văn Cúc (Nguyễn Văn Linh).
Ông cùng Nguyễn Hới đã tuyên truyền vận động và xây dựng được nhiều cơ sở của Hội Việt Nam Cách mạng Thanh niên ở các địa phương, trường học như: Vĩnh Khê, Đôn Nghĩa, Trường Bonnan, Trường Kỹ nghệ thực hành, Trường Trung Hành ở Hải An...
Từ 1925 đến 1927, Vũ Thiện Tấn đã cùng anh trai Vũ Thiện Chân và Hạ Bá Cang (Hoàng Quốc Việt), Lương Khánh Thiện, Nguyễn Khắc Khang chặn xe của toàn quyền Varenne ở Cầu Rào, đòi trả tự do cho Phan Bội Châu, để tang Phan Châu Trinh. Do tham gia các hoạt động chống chính quyền Pháp, ông bị đuổi khỏi trường Lycée du Protectorat (nay là Trường Trung học phổ thông Chu Văn An, Hà Nội).

### Hai lần bị tù Côn Đảo

#### Lần thứ nhất (1930-1936)
Năm 1929, ông là hội viên Hội Việt Nam Cách mạng Thanh niên (Thanh niên Cách mạng Đồng chí Hội), năm 1930 (19 tuổi) được kết nạp vào Đông Dương Cộng sản Đảng.
Cuối năm 1930, Vũ Thiện Tấn bị Pháp bắt đưa ra Hội đồng đề hình Kiến An, kết án phát lưu chung thân và đày đi Côn Đảo lần thứ nhất. Ông bị giam ở Bagne II (nơi giam giữ những tù nhân chính trị nguy hiểm) cùng với Phạm Hữu Lầu, Lê Văn Kiệt, Khuất Duy Tiến... Trong tù, ông đã cùng với các đồng chí Vũ Văn Hiếu, Hoàng Quốc Việt, Nguyễn Văn Linh, Lương Khánh Thiện, Nguyễn Văn Tây... tham gia tổ phục vụ học tập lý luận Mác-Lênin.
Đến năm 1936, Mặt trận Bình dân Pháp thắng cử và Chính phủ cánh tả lên cầm quyền, ở Việt Nam phong trào đấu tranh đòi quyền dân chủ, Vũ Thiện Tấn cùng nhiều tù chính trị khác được trả tự do. Ông về Thanh Hóa tiếp tục hoạt động cách mạng.

#### Lần thứ hai (1940-1945)
Từ năm 1936 đến 1940, ông hoạt động tại Thành ủy Sài Gòn và Xứ ủy Nam Kỳ cùng Trần Đình Tri, Nguyễn Thị Minh Khai... Trong thời gian này, ông từng giữ chức Bí thư Tỉnh ủy Sóc Trăng, được Nguyễn Thành Thơ dẫn đường về đây để làm việc.
Năm 1938, Vũ Thiện Tấn và các đồng chí Vũ Văn Hiếu, Nguyễn Văn Linh được Tổng bí thư Nguyễn Văn Cừ điều vào Nam công tác. Ông cùng Nguyễn Văn Linh, Vũ Văn Hiếu, Nguyễn Văn Tây... tham gia chỉ đạo tờ Đông Phương tạp chí.
Tháng 9 năm 1939, Chiến tranh thế giới thứ hai nổ ra, Nguyễn Văn Cừ vào Nam trực tiếp làm việc tại cơ quan Trung ương ở Hóc Môn - Bà Điểm (Gia Định). Vũ Thiện Tấn cùng Vũ Văn Hiếu và Trần Quỳnh được Nguyễn Văn Cừ và Lê Duẩn điều động tăng cường cho cơ quan Trung ương này.
Đầu năm 1940, đêm ngày 17 rạng ngày 18 tháng 1, ông bị mật thám Pháp bắt ở Sài Gòn cùng Nguyễn Văn Cừ, Lê Duẩn, Vũ Văn Hiếu, Phạm Chương, Phan Văn Voi... Ngày 22 tháng 10, ông bị Tòa án binh Sài Gòn và Tòa Đại hình Sài Gòn kết án 4 năm, 4 tháng tù ở, 11 năm biệt xứ và 5 năm tù ở, 10 năm biệt xứ, tước quyền công dân và bị đày đi Côn Đảo lần thứ hai. Trong hai lần ở nhà tù Côn Đảo, ông trở thành bạn chiến đấu của các ông Phạm Văn Đồng và Nguyễn Văn Nguyễn.

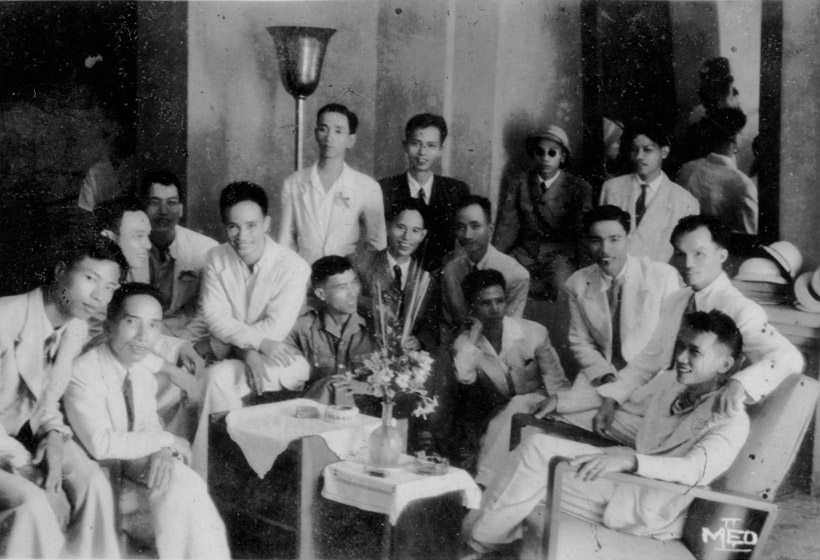
Vũ Thiện Tấn - Vũ Khương Ninh (người đầu tiên bên phải, ngồi gác tay trên lưng ghế) cùng các đồng chí trong Ủy ban Hành chính thành phố Đà Nẵng năm 1945

### Sau 1945
Năm 1945, tháng 8, Vũ Thiện Tấn được đón ra tù về trụ sở Trung ương Đảng tại Hà Nội. Từ tháng 9 năm 1945, ông là Xứ ủy viên Xứ ủy Trung Kỳ, đặc phái viên của Xứ ủy tại Quảng Nam-Đà Nẵng, Liên Tỉnh ủy viên, Chủ tịch Ủy ban Thường vụ Mặt trận Việt Minh thành phố Đà Nẵng, Chủ tịch Ủy ban Quân Dân Chính tỉnh Quảng Nam-Đà Nẵng (sau đổi tên thành Ủy ban Kháng chiến liên tỉnh Quảng Nam Đà Nẵng).
Cuối năm 1946, ông cùng Ủy ban quân sự tỉnh Quảng Nam-Đà Nẵng chuẩn bị cho cuộc kháng chiến chống Pháp và phát lệnh toàn quốc kháng chiến tại Đà Nẵng. Từ tháng 1 năm 1947, ông là Chủ tịch Ủy ban Kháng chiến liên tỉnh Quảng Nam-Đà Nẵng, Liên tỉnh Ủy viên, Ủy viên Xứ ủy Trung Kỳ phụ trách Nam-Ngãi-Bình-Phú (Quảng Nam, Quảng Ngãi, Bình Định, Phú Yên).

Mộ Liệt sĩ Vũ Khương Ninh (Vũ Thiện Tấn) tại Nghĩa trang Liệt sĩ tỉnh Quảng Ngãi. Mộ ban đầu do nhân dân lập nên năm sinh ghi trên bia không chính xác.

Ngày 20 tháng 9 năm 1947, ông hy sinh tại Quảng Ngãi, mộ hiện ở nghĩa trang liệt sĩ tỉnh Quảng Ngãi (xã Nghĩa Thuận, huyện Tư Nghĩa), được công nhận là Người hoạt động cách mạng trước ngày 01 tháng 01 năm 1945 đã hy sinh, từ trần, được truy tặng Huân chương Kháng chiến hạng Nhất do Chủ tịch Hồ Chí Minh ký, bằng Tổ quốc ghi công và nhiều phần thưởng cao quý khác.

## Gia đình
- Cha: Vũ Thiện Đễ (mất năm 1923), Mẹ: Hà Thị Xoan (mất năm 1963).[10]
- Anh em ruột: Vũ Thiện Chân (1909-1996), nguyên Hiệu trưởng kiêm Bí thư Đảng ủy Trường Cán bộ quản lý Y tế Trung ương - Bộ Y tế.[16]
- Vợ: Ngô Thị Hàng, nguyên Ủy viên Hội đồng Nhân dân Đà Nẵng khóa đầu tiên năm 1946.[11]
- Con: Vũ Thiện Thu Hoài, hiện ở tại quận Hải Châu, thành phố Đà Nẵng.[1][17]
- Cha vợ: Ngô Khắc Tuấn, nguyên Hội trưởng đầu tiên của Ban chấp hành Mặt Trận Liên Việt thành phố Đà Nẵng.
- Anh em bạn rể:
  - Nguyễn Văn Nguyễn, nguyên Xứ ủy viên Nam Bộ, Giám đốc Sở Thông tin và Đài phát thanh Tiếng nói Nam Bộ, Chủ bút báo Cứu quốc.
  - Lê Văn Mậu, cháu ruột Lê Văn Hiến.[18]